# Muradihosahalli, Kanakapura
Muradihosahalli là một làng thuộc tehsil Kanakapura, huyện Ramanagara, bang Karnataka, Ấn Độ.